# Сторожинець (станція)
Сторожинець — проміжна залізнична станція 5-го класу Івано-Франківської дирекції Львівської залізниці на неелектрифікованій лінії Глибока-Буковинська — Берегомет між станціями Карапчів (11 км) та Берегомет (33 км). Розташована в однойменному місті Чернівецького району Чернівецької області.

## Історія
Станція відкрита 1898 року.
29 листопада 2024 року, під час робочої зустрічі з керівництвом Львівської філії АТ «Укрзалізниця», директором філії Берегометське лісомисливське господарство ДП «Ліси України», а також представниками бізнесу Вижницького району обговорювалося питання можливості відновлення залізничного сполучення, зокрема відповідних ремонтних робіт на дільниці Карапчів — Сторожинець — Берегомет. На думку очільника Чернівецької ОДА Руслана Запаранюка, відновлення сполучення надасть позитивний ефект для розвитку економіки регіону. Ймовірно, мова йде про сприяння перевезенню залізницею лісодеревини.

## Пасажирське сполучення
Пасажирське сполучення припинено з 18 березня 2020 року на невизначений термін. Зі станції курсували приміські поїзди до Чернівців через станції Глибока-Буковинська та Чернівці-Південна.